# غرانت سوير
غرانت سوير (بالإنجليزية: Grant Sawyer) هو محامي وسياسي أمريكي، ولد في 14 ديسمبر 1918 بتوين فولز في الولايات المتحدة، وتوفي في 19 فبراير 1996 بلاس فيغاس في الولايات المتحدة. حزبياً، نشط في الحزب الديمقراطي. وقد انتخب حاكم نيفادا ‏ (5 يناير 1959 – 2 يناير 1967).